# Kontroll av den udda guden
Kontroll av den udda guden är TT Reuters debutalbum som släpptes 1979 på skivbolaget Heartwork.

## Låtlista
Alla låtar gjorda av Henrik Venant
1. Fastlåst
2. Rött ljus till paradis
3. 80-talets energi
4. Skog av glas
5. Celler
6. Bilder av ett mörker
7. 500m

## Producerades av
- Dan Tillberg & TT Reuter

## Medverkande
- Peter Strauss - Trummor
- Peter Ivarss - Bas, kör
- Henrik Venant - Sång, gitarr
- Peter Puders - Gitarr, kör